# 马勒伊 (夏朗德省)
马勒伊（法語：Mareuil，法語發音：[maʁœj]）是法国夏朗德省的一个市镇，属于干邑区。

## 地理
马勒伊（45°46'25"N, 0°8'28"W）面积11.51 平方千米，位于法国新阿基坦大区夏朗德省，该省份为法国西部内陆省份，北起德塞夫勒省和维埃纳省，东临上维埃纳省，东南至多尔多涅省，南至多爾多涅省，西接滨海夏朗德省。
与马勒伊接壤的市镇（或旧市镇、城区）包括：库尔比亚克、锡戈涅、讷维克堡、鲁亚克。

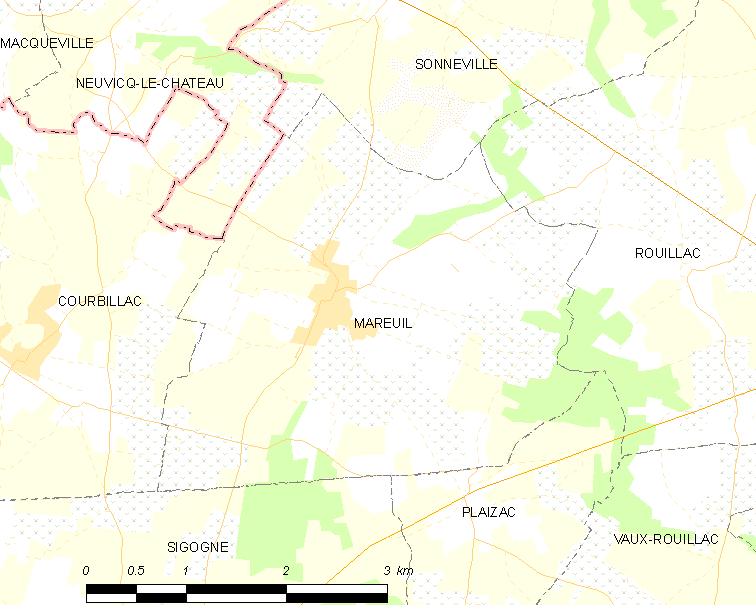
的OSM定位图

马勒伊的时区为UTC+01:00、UTC+02:00（夏令时）。

## 行政
马勒伊的邮政编码为16170，INSEE市镇编码为16208。

## 政治
马勒伊所属的省级选区为努埃尔河谷县。

## 人口

1962-2008年间人口变化图示

马勒伊于2022年1月1日时的人口数量为393人。